# Смешно отделение
„Смешно отделение“ (на английски: Scrubs) е американски медицински сериал, носител на наградите Еми и Пийбоди. Сериалът, чиято премиера е на 2 октомври 2001 г. по NBC, е измислен от Бил Лоурънс. Осми и девети сезони се излъчват по канала ABC. Шоуто е фокусирано върху живота на няколко души, работещи в учебната болница „Sacred Heart“. Сериалът приключва на 17 март 2010 г.

## „Смешно отделение“ в България
В България сериалът се излъчва по GTV и Fox Life. Ролите се озвучават от артистите Адриана Андреева, Даринка Митова, Станислав Пищалов, Стефан Стефанов, Кристиян Фоков от първи до трети сезон и Георги Тодоров от четвърти.